# Guerra del volumen
La expresión guerra del volumen (del inglés loudness war) se refiere a la tendencia de la industria musical a grabar, producir y emitir música elevando progresivamente el volumen todos los años creando un sonido que destaca sobre los de años anteriores.

La tendencia de incrementar el volumen se puede apreciar en esta secuencia de onda de la canción Something de The Beatles masterizada en CD cuatro veces desde 1983.

Este fenómeno puede ser observado en muchas áreas de la industria musical, particularmente en la radiodifusión y discos lanzados en CD y DVD. En el caso de los CD, se deriva del deseo de los productores y artistas de crear CD que suenen lo más fuerte posible compitiendo con otros artistas o discográficas.
Sin embargo, como la amplitud máxima de un CD llega hasta un nivel establecido, el volumen general sólo puede ser incrementado reduciendo el rango dinámico. Esto se hace incrementando el volumen de las partes bajas, mientras que los picos más altos son destruidos o severamente disminuidos. En ciertos casos extremos de compresión se introduce distorsión o recorte de la forma de la onda de la grabación.

## Introducción

### Volumen
Cuando se comparan dos grabaciones con distinto volumen, se tiende a pensar que aquella más fuerte se escucha mejor. Esto puede ser atribuido a la forma en que el oído humano responde a distintos niveles de presión sonora: la habilidad para responder a la frecuencia cambia de acuerdo a diferencias en el nivel de presión sonora (SPL, por sus siglas en inglés): cuanto mayor es el SPL, mayor es el número de frecuencias bajas y altas que se perciben. La música con más volumen es más fácil de escuchar y entender en ambientes ruidosos como un automóvil con sistema de audio estándar, tren, o una calle concurrida. El volumen alto también puede producir sonido subjetivamente bueno en grabaciones puestas en reproductores de baja calidad, como audio web, Radio AM, televisión mono y teléfonos.[cita requerida] Debido a la competencia de oyentes de las radios y la de clientes entre estudios de grabación, se produce una "Guerra armamentista" del volumen. Además, artistas y gente de A&R's suelen buscar que sus CD masterizados alcancen el volumen de los últimos discos contemporáneos.

### Detractores
Esta práctica ha sido condenada por varios profesionales de la industria discográfica, como Doug Sax, Geoff Emerick (conocido por su trabajo con The Beatles desde Revolver hasta Abbey Road), Steve Hoffman y muchos otros, incluyendo melómanos y entusiastas de la alta calidad. Bob Dylan también ha condenado la práctica diciendo: "Escucha esas grabaciones modernas, son atroces, tienen sonido por doquier. No hay definición de nada, no hay voces, nada, es igual que la estática."
Jay Graydon lo pone de este modo:

¿Quieres más volumen? Tienes un control de volumen, ¿o no? ¿Alguien pensó que la gente podría no querer llegar a su control remoto para subir el volumen? Si quieres más volumen, lo subes. Si quieres menos, lo bajas. Si comprimes todo en bus, cada vez que tocan el bombo se baja todo lo demás en la mezcla. No quiero oír cosas bombeadas. Quiero mis dinámicos tal como los grabé. No quiero que todo sea un solo dinámico.

Si un CD es reproducido por una estación de radio, ésta aplicará su propio procesamiento a la señal, que reduce aún más el rango dinámico del material transmitido para acercarse aún más a niveles de amplitud absoluta, independientemente de la grabación original.
Los detractores han pedido inmediatos cambios en la industria musical con respecto al volumen. En agosto de 2006, el vicepresidente de A&R de One Heaven Music, una división de Sony Music Company, en una carta abierta criticando la guerra del volumen, dijo que los ingenieros encargados de la masterización estaban siendo obligados en contra de su voluntad a sacar discos con volúmenes más altos para captar la atención de la industria. Los fans les están pidiendo a sus bandas que relancen sus discos con menos distorsión. Esto indica un descontento general con esta práctica y un llamado a poner fin a la guerra.
Muchas bandas han hecho sus registros más fuertes en contra de su voluntad.[cita requerida] Varias organizaciones se han fundado para poner la decisión de vuelta en las manos de las bandas.[cita requerida] La organización sin ánimo de lucro Turn Me Up! también fomenta la compra de álbumes con volúmenes más bajos colocando el sticker de "Turn Me Up!" en los álbumes con mayor rango dinámico
Expertos del audio, como un investigador en la House Ear Institute de Los Ángeles, también están preocupados porque el volumen de los nuevos álbumes podrían dañar el oído de los oyentes, en especial de los niños.